# Dumblonde
Dumblonde è un duo di musica dance-pop formato nel 2014 da Shannon Bex e Aubrey O'Day, ex membri delle Danity Kane,  gruppo pop statunitense tutto al femminile creato dalla Bad Boy Records tramite il format televisivo "Making the Band 3" di Sean Combs nel 2005. Il duo si forma in seguito al secondo e ultimo scioglimento delle Danity Kane avvenuto nell'agosto 2014, a seguito di una forte lite tra Dawn Richard e Aubrey O'Day. L'annuncio viene dato ufficialmente da O'Day e Bex l'8 agosto 2014.
Le due cantanti confermano la nascita del duo durante gli iHeart Radio Music Awards 2015. Il 25 settembre 2015 pubblicano il loro primo album dal titolo Dumblonde.

## Storia

### 2014 - 2015: Lo scioglimento delle Danity Kane e la formazione del duo

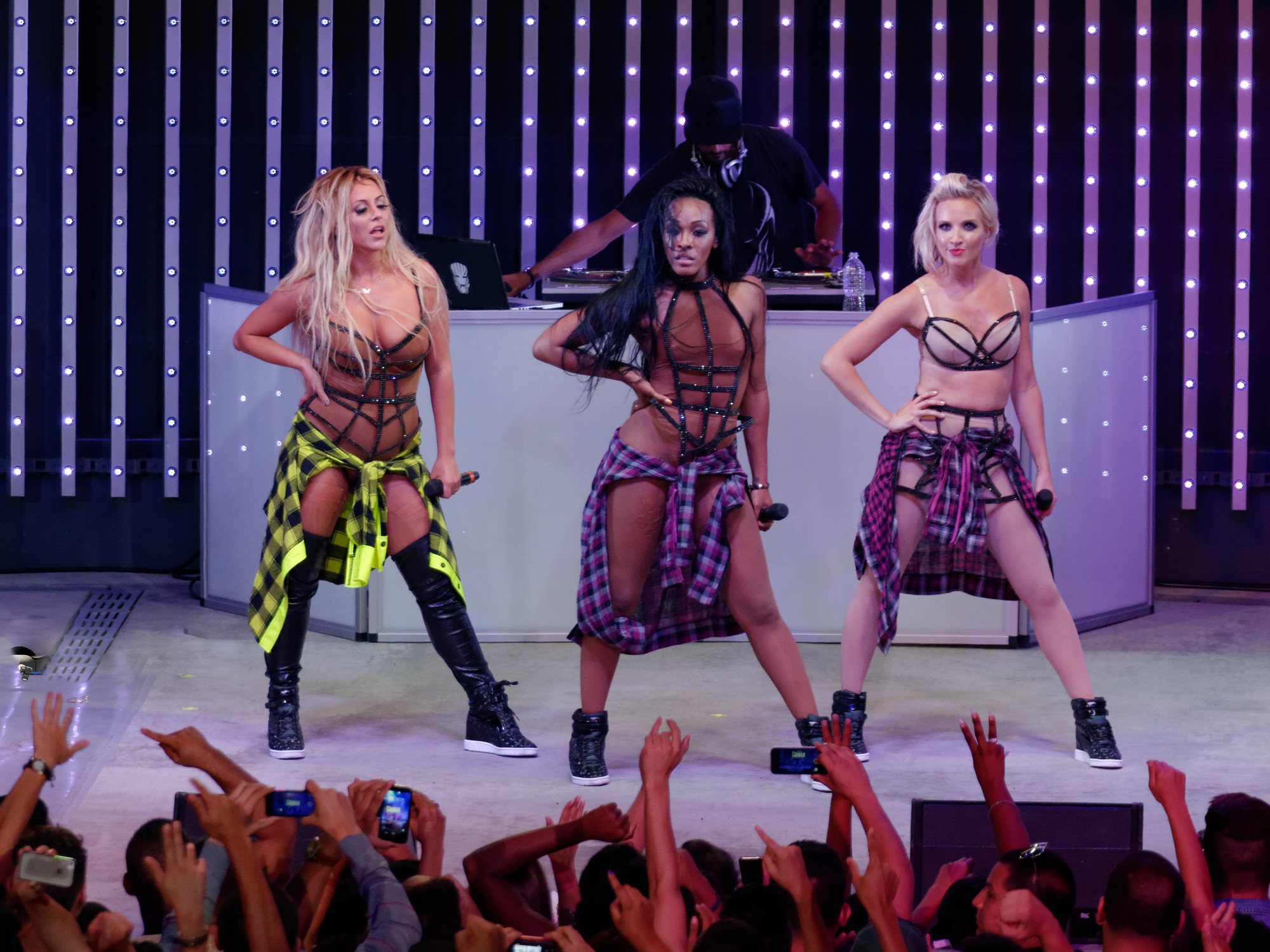
La formazione delle Danity Kane durante un concerto nel 2014

Shannon Bex e Aubrey O'Day partecipano nel 2013, insieme a Aundrea Fimbres e Dawn Richard, alla reunion delle Danity Kane. Il gruppo torna in studio per registrare il loro terzo album, al progetto non partecipa il quinto membro della band "D. Wood", la quale durante un'intervista ha dichiarato "è stato portato alla mia attenzione che gli ex membri delle Danity Kane faranno una reunion, ma non farò parte di questa iniziativa. Le auguro molto successo per i loro sforzi". Il gruppo annuncia inoltre le date del loro nuovo tour americano, il #NOFilter Tour. Il 16 maggio 2014, durante la prima data del nuovo tour della band, tenutosi a San Francisco, Aundrea Fimbres ha annunciato di essere in attesa del suo primo figlio e che non avrebbe continuato a far parte del gruppo. La band continuerà il progetto diventando un trio. La band con la formazione superstite rimarrà insieme per poco tempo ancora, infatti il gruppo si scioglie nuovamente nell'agosto del 2014 a seguito di una forte lite tra Dawn Richard e Aubrey O'Day. L'annuncio viene dato ufficialmente da O'Day e Bex l'8 agosto 2014.
Poco dopo lo scioglimento del gruppo e la pubblicazione del loro terzo album, intitolato DK3, iniziarono a girare in rete e sui vari social network foto delle due ragazze in studio di registrazione. Le due cantanti confermano la nascita del duo durante gli iHeart Radio Music Awards 2015.

### 2015 - 2016: Il debutto eDumblonde
Il gruppo fa il suo debutto ufficiale con la pubblicazione del primo singolo estratto dall’album di debutto. Il singolo, dal titolo White Lightning, viene pubblicato il 17 luglio 2015.  Lo stesso giorno viene pubblicato sul canale YouTube del duo il video ufficiale del singolo. 
Il 25 settembre 2015 il gruppo pubblica il suo primo album dal titolo Dumblonde. L’album debutta alla posizione numero 129 della Billboard 200 vendendo, negli Stati Uniti, oltre cinque mila copie nella prima settimana.
Dall’album vengono estratti come singoli anche Dreamsicle, Tender Green Life, You Got Me e Carry On pubblicati rispettivamente il 31 luglio 2015,  il 20 agosto 2015, il 25 settembre 2015 e il 2 ottobre 2015. Tutti i singoli, eccezion fatta di You Got Me, sono seguiti dai video musicali, di cui la stessa O'Day ne è regista.

### 2016 – 2019:Remember Me, la seconda reunion delle Danity Kaneb eBianca
Il 15 gennaio 2016 il duo pubblica un nuovo singolo dal titolo ‘’Remember Me’’, tratto dall'omonimo album. Il duo lavora sul secondo album e il 4 luglio 2018 pubblica il singolo White Hot Lies, che verrà incluso all'interno del nuovo album, ma che successivamente subisce il cambio del nome in I .
Dopo la pubblicazione del singolo il duo annuncia che prenderà parte ad una nuova reunion delle Danity Kane e che il gruppo composto da Aubrey O'Day, Shannon Bex e Dawn Richard andranno in tournée per promuovere il loro nuovo album, il nuovo lavoro di Richard e nonché le canzoni delle Danity Kane. Il tour inizia il 28 settembre 2018 a Stamford e termina il 2 marzo 2019 a Seattle.
Al termine della tournée con le Danity Kane, le Dumblonde pubblicano, il 4 marzo 2019, un nuovo album intitolato Bianca.

### 2020: Il futuro della band
Il futuro della band è incerto, O'Day è impegnata nella sua collaborazione con Dawn Richard con la creazione di nuovo materiali sotto il nome delle Danity Kane mentre Bex è impegnata nella promozione della sua impresa Vooks come indicato durante una diretta su Instagram O'Day ha dichiato che "Bex è focalizzata sulla costruzione della sua azienda Vooks", aggiungendo che "le Danity Kane sono molto più che cinque ragazze, possono essere una, due, cinque ragazze. Sono una voce per le donne e che al momento siamo in due e chissà cosa ci attende in futuro. Le cose possono cambiare, le cose si possono muovere in direzioni diverse. Tutti sono sempre ben accetti a tornare".

## Componenti del gruppo
- Shannon Bex (2014 - presente)
- Aubrey O'Day (2014 - presente)

## Discografia

### Album
- 2015 - Dumblonde
- 2016 - Dumblonde x HEiR
- 2019 - Bianca